# 22. ceremonia wręczenia Independent Spirit Awards
22. ceremonia wręczenia niezależnych nagród Independent Spirit Awards za rok 2006, odbyła się 24 lutego 2007 roku na plaży w Santa Monica.
Nominacje do nagród ogłoszone zostały 28 listopada 2006 roku.
Galę wręczenia nagród poprowadziła Sarah Silverman.

## Laureaci i nominowani
Laureaci nagród wyróżnieni są wytłuszczeniem

### Najlepszy film niezależny
- Marc Turteltaub, David T. Friendly, Peter Saraf, Albert Berger i Ron Yerxa – Mała miss
  - Ted Kroeber – Broń dla każdego
  - Eric Karten, Gary Lucchesi, Kevin Turen i Henry  Winterstern – Siedem żyć
  - Jamie Patricof, Alex Orlovsky, Lynette Howell, Anna Boden i Rosanne Korenberg – Szkolny chwyt
  - Guillermo del Toro, Alfonso Cuarón, Bertha Navarro, Frida Torresblanco i Alvaro Augustin – Labirynt fauna

### Najlepszy film zagraniczny
- Życie na podsłuchu, reż. Florian Henckel von Donnersmarck
  -  Maximo Oliveros rozkwita, reż. Auraeus Solito
  -  12:08 na wschód od Bukaresztu, reż. Corneliu Porumboiu
  -  Historia pewnej ucieczki, reż. Adrián Caetano
  -  Dni chwały, reż. Rachid Bouchareb

### Najlepszy reżyser
- Jonathan Dayton i Valerie Faris – Mała miss
  - Robert Altman – Ostatnia audycja
  - Ryan Fleck – Szkolny chwyt
  - Karen Moncrieff – Siedem żyć
  - Steven Soderbergh – Bańka

### Najlepszy scenariusz
- Jason Reitman – Dziękujemy za palenie
  - Nicole Holofcener – Przyjaciele z kasą
  - Neil Burger – Iluzjonista
  - Ron Nyswaner – Malowany welon
  - Jeff Stanzler – Ten dzień powrócił

### Najlepsza główna rola żeńska
- Shareeka Epps – Szkolny chwyt
  - Michelle Williams – Kraina obfitości
  - Catherine O’Hara – Radosne Purim
  - Elizabeth Reaser – Miejsce zwane domem
  - Robin Wright Penn – Ten dzień powrócił

### Najlepsza główna rola męska
- Ryan Gosling – Szkolny chwyt
  - Forest Whitaker – Broń dla każdego
  - Ahmad Razvi – Człowiek z budką
  - Aaron Eckhart – Dziękujemy za palenie
  - Edward Norton – Malowany welon

### Najlepsza drugoplanowa rola żeńska
- Frances McDormand – Przyjaciele z kasą
  - Amber Tamblyn – Przypadek Stephanie Daley
  - Marcia Gay Harden – Broń dla każdego
  - Melonie Diaz – Wszyscy twoi święci
  - Mary Beth Hurt – Siedem żyć

### Najlepsza drugoplanowa rola męska
- Alan Arkin – Mała miss
  - Paul Dano – Mała miss
  - Daniel Craig – Bez skrupułów
  - Channing Tatum – Wszyscy twoi święci
  - Raymond J. Barry – Steel City

### Najlepszy debiut
(Nagroda dla reżysera)

Reżyser − Tytuł filmu
- Ali Selim – Miejsce zwane domem
  - Julia Loktev – Dzień noc dzień noc
  - Michael Kang – Motel
  - Ramin Bahrani – Człowiek z budką
  - Goran Dukić – Tamten świat samobójców

### Najlepszy debiutancki scenariusz
- Michael Arndt – Mała miss
  - Anna Boden i Ryan Fleck – Szkolny chwyt
  - Dito Montiel – Wszyscy twoi święci
  - Gabrille Zevin – Rozmowy z innymi kobietami
  - Goran Dukić – Tamten świat samobójców

### Najlepsze zdjęcia
- Guillermo Navarro – Labirynt fauna
  - Anthony Dod Mantle – Bracia syjamscy
  - Arin Crumley – Four Eyed Monsters
  - Michael Simmonds – Człowiek z budką
  - Aaron Platt – Wild Tigers I Have Known

### Najlepszy film dokumentalny
- Droga do Guantanamo, reż. Michael Winterbottom i Mat Whitecross
  - Lew w twoim domu, reż. Steven Bognar i Julia Reichert
  - Mój kraju!, reż. Laura Poitras
  - The Trials of Darryl Hunt, reż. Anne Sundberg i Ricki Stern
  - You're Gonna Miss Me, reż. Keven McAlester

### Nagroda Johna Cassavetesa
(przyznawana filmowi zrealizowanemu za mniej niż pięćset tysięcy dolarów)
- Piętnastolatka, reż. Richard Glatzer i Wash Westmoreland
  - 12 lat i koniec, reż. Michael Cuesta
  - Chalk, reż. Mike Akel
  - Four Eyed Monsters, reż. Arin Crumley i Susan Buice
  - Old Joy, reż. Kelly Reichardt

### Nagroda Roberta Altmana
- Robert Altman

### Nagroda producentów „Piaget”
(10. rozdanie nagrody producentów dla wschodzących producentów, którzy, pomimo bardzo ograniczonych zasobów, wykazali kreatywność, wytrwałość i wizję niezbędną do produkcji niezależnych filmów wysokiej jakości.
Nagroda wynosi 25 000 dolarów ufundowanych przez sponsora Piaget)
- Howard Gertler i Tim Perell − Shortbus i Pizza
  - Alex Orlovsky i Jamie Patricof − Szkolny chwyt i Point & Shoot
  - Julie Lynn − Dwa światy i 10 kobiet

### Nagroda „Ktoś do pilnowania”
(13. rozdanie nagrody „Ktoś do pilnowania”; nagroda przyznana zostaje utalentowanemu reżyserowi z wizją, który nie otrzymał jeszcze odpowiedniego uznania. Nagroda wynosi 25 000 dolarów)

(Reżyser − Film)
- Julia Loktev – Dzień noc dzień noc
  - Richard Wong – Colma
  - So Yong Kim – In Between Days

### Nagroda „Prawdziwsze od fikcji”
(12. rozdanie nagrody „Prawdziwsze od fikcji”; nagroda przyznana została wschodzącemu reżyserowi filmu non-fiction, który jeszcze nie otrzymał uznania. Nagroda wynosi 25 000 dolarów)
- The Tailenders
  - The Chances of the World Changing
  - Kurt Cobain o synu